# Zephyranthes longistyla
Zephyranthes longistyla är en amaryllisväxtart som beskrevs av Ferdinand Albin Pax. Zephyranthes longistyla ingår i släktet Zephyranthes och familjen amaryllisväxter. Inga underarter finns listade i Catalogue of Life.